# Попово (Мендзиходський повіт)
Попово (пол. Popowo, нім. Popowo) — село в Польщі, у гміні Мендзихуд Мендзиходського повіту Великопольського воєводства.
Населення — 27 осіб (2011).
У 1975-1998 роках село належало до Гожовського воєводства.

## Демографія
Демографічна структура станом на 31 березня 2011 року:
|          | Загалом | Допрацездатний вік | Працездатний вік | Постпрацездатний вік |
| -------- | ------- | ------------------ | ---------------- | -------------------- |
| Чоловіки | 12      | 2                  | 9                | 1                    |
| Жінки    | 15      | 5                  | 8                | 2                    |
| Разом    | 27      | 7                  | 17               | 3                    |